# IMSAI 8080

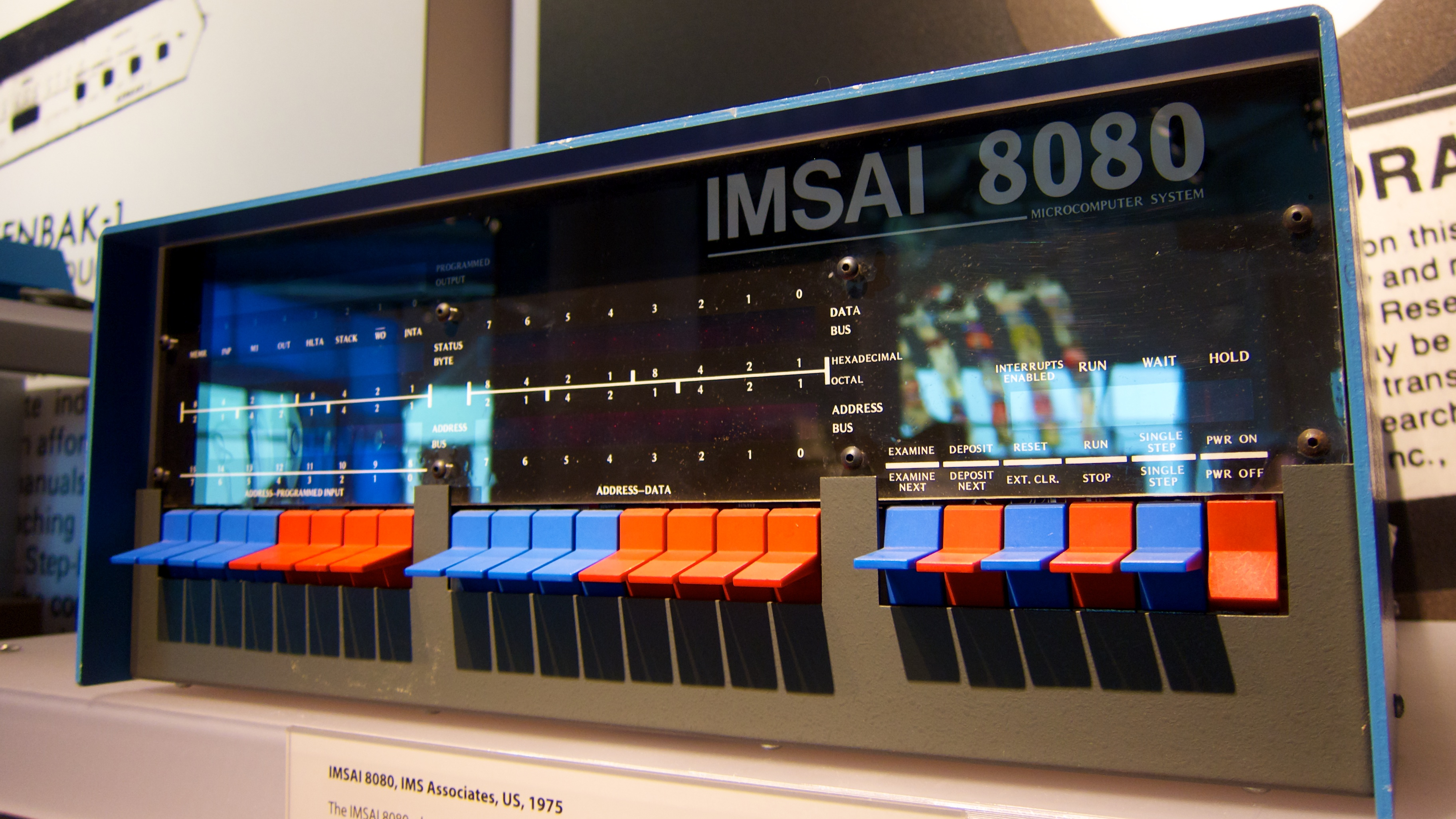
Vista de perto do painel frontal do IMSAI 8080

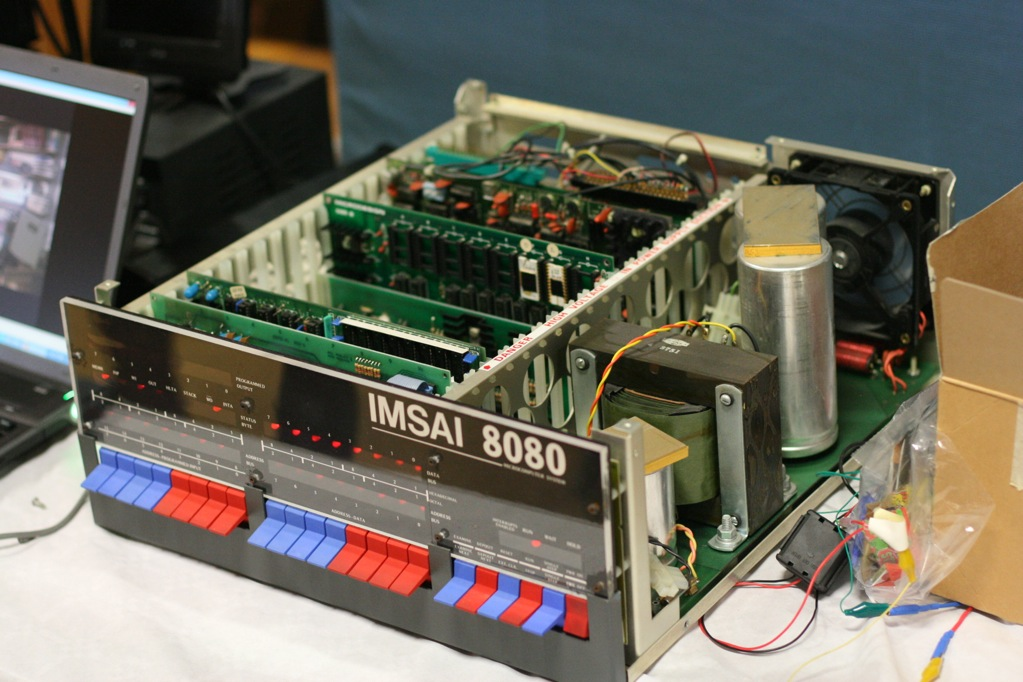
Interior do IMSAI 8080. O transformador de energia está à direita.

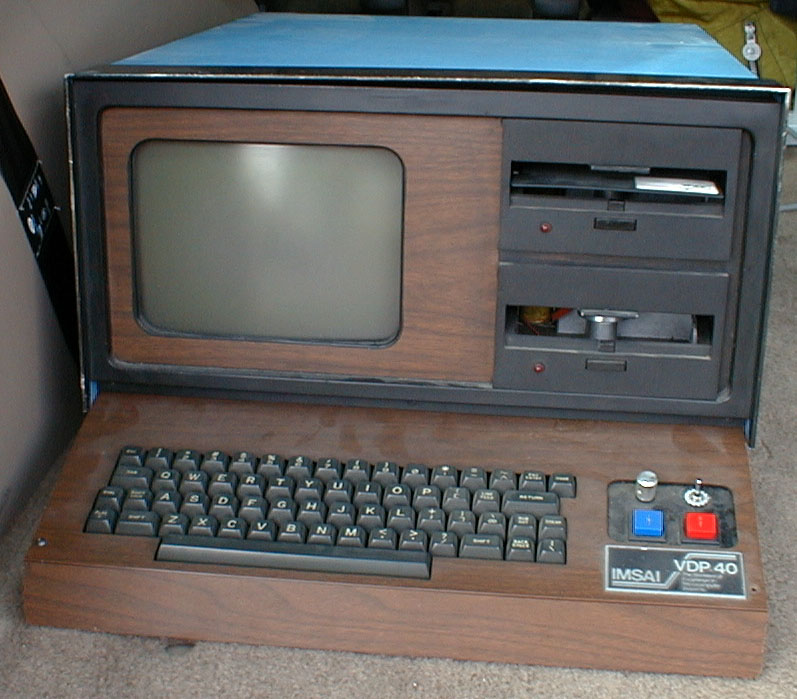
Computador desktop IMSAI VDP-40 de 1977-1979. Intel 8085, 32/64 KB de RAM, 2 × entradas para disquete 80/160 KB, barramento S-100. ROM de monitor de 2 KB, ROM de vídeo de 2 KB

O IMSAI 8080 é um dos primeiros microcomputadores lançados no final de 1975, baseado no Intel 8080 (e posteriormente no 8085) e no barramento S-100. É um clone de seu principal concorrente, o antigo MITS Altair 8800. O IMSAI é amplamente considerado como o primeiro microcomputador “clone”. A máquina IMSAI opera uma versão altamente modificada do sistema operacional CP/M chamada IMDOS. Ela foi desenvolvida, fabricada e vendida pela IMS Associates, Inc. [en] (posteriormente renomeada para IMSAI Manufacturing Corp). No total, entre 17.000 e 20.000 unidades foram produzidas de 1975 a 1978.

## História
Em maio de 1972, William Millard iniciou uma empresa chamada IMS Associates (IMS) nas áreas de consultoria e engenharia de computadores, usando sua casa como escritório. Em 1973, Millard incorporou a empresa e logo conseguiu financiamento para ela, recebendo vários contratos, todos de software. IMS significava “Information Management Services” (Serviços de gerenciamento de informações).
Em 1974, a IMS foi contatada por um cliente que queria um “sistema de estação de trabalho” que pudesse concluir trabalhos para qualquer concessionária de automóveis da General Motors. A IMS planejou um sistema que incluía um terminal, um computador pequeno, uma impressora e um software especial. Cinco dessas estações de trabalho deveriam ter acesso comum a uma unidade de disco rígido, que seria controlada por um pequeno computador. Por fim, o desenvolvimento do produto foi interrompido.
Millard e seu engenheiro-chefe, Joe Killian, voltaram-se para o microprocessador. A Intel havia anunciado o chip 8080 e, em comparação com o 4004, ao qual a IMS Associates havia sido apresentada pela primeira vez, ele parecia um “computador de verdade”. O desenvolvimento em escala real do IMSAI 8080 foi colocado em ação usando o barramento S-100 do Altair 8800 existente e, em outubro de 1975, um anúncio foi publicado na Popular Electronics, recebendo reações positivas.
A IMS despachou os primeiros kits do IMSAI 8080 em 16 de dezembro de 1975, antes de passar para as unidades totalmente montadas. Em 1976, a IMS foi renomeada para IMSAI Manufacturing Corporation porque, naquela época, era uma empresa de produção e não uma empresa de consultoria.
Em 1977, o diretor de marketing da IMSAI, Seymour I. Rubinstein, pagou US$ 25.000 a Gary Kildall pelo direito de executar a versão 1.3 do CP/M, que acabou evoluindo para um sistema operacional chamado IMDOS, nos computadores IMSAI 8080. Outros fabricantes seguiram o exemplo e o CP/M acabou se tornando o sistema operacional padrão de 8 bits.
Em outubro de 1979, a empresa IMSAI estava falida. O computador VDP (tudo em um) havia vendido mal e não estava à altura dos computadores Radio Shack TRS-80, Commodore PET e Apple II. A marca registrada 'IMSAI' foi adquirida por Thomas “Todd” Fischer e Nancy Freitas (ex-funcionários da IMS Associates), que continuaram fabricando os computadores com o nome IMSAI como uma divisão da Fischer-Freitas Co. O suporte aos primeiros sistemas IMSAI continua. O primeiro registro da marca IMSAI foi feito em 17 de janeiro de 1980. O direito à marca nominativa IMSAI expirou em 6 de abril de 2004 porque Thomas Fischer não apresentou corretamente os documentos necessários para a renovação.

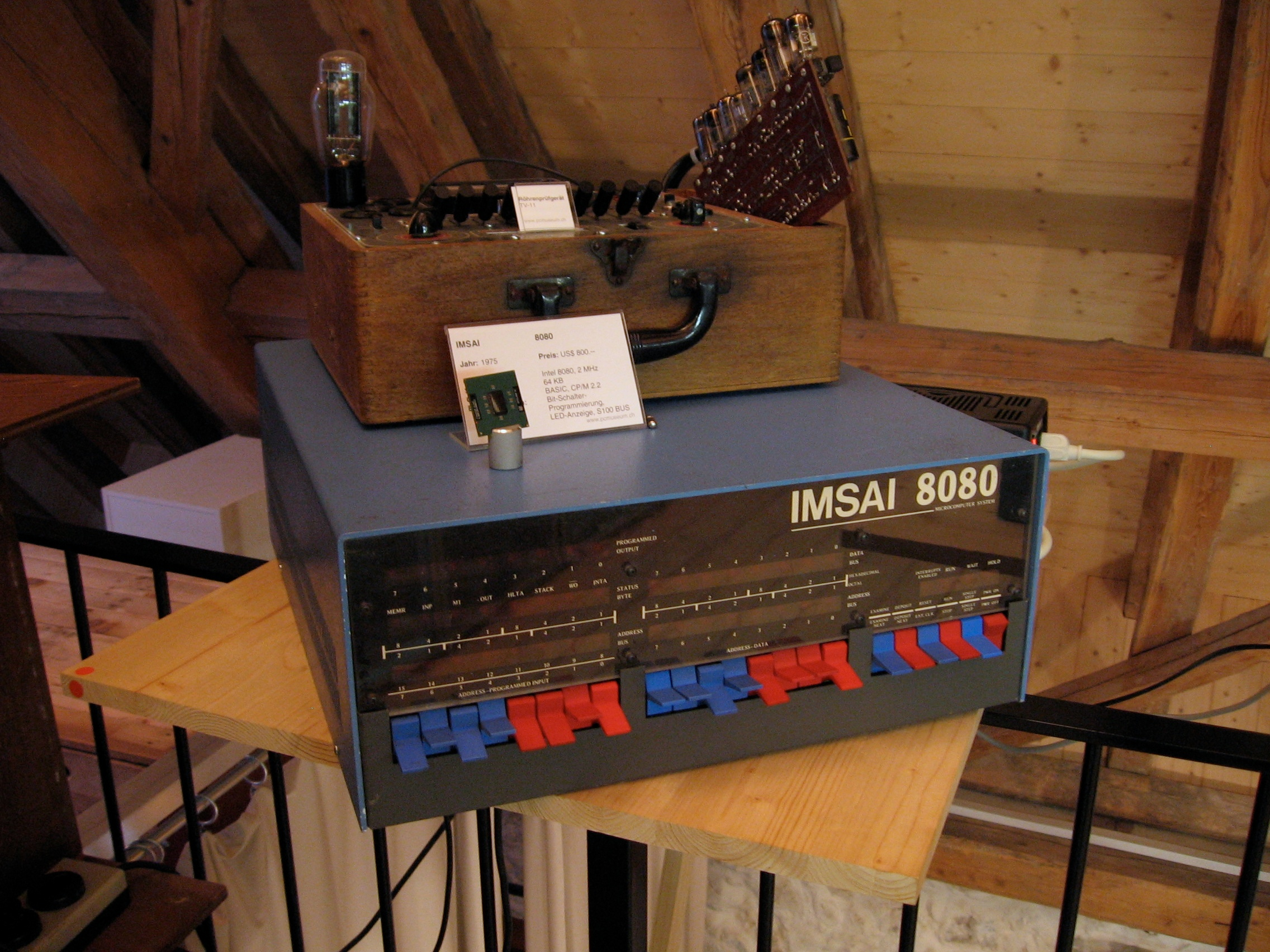
IMSAI 8080

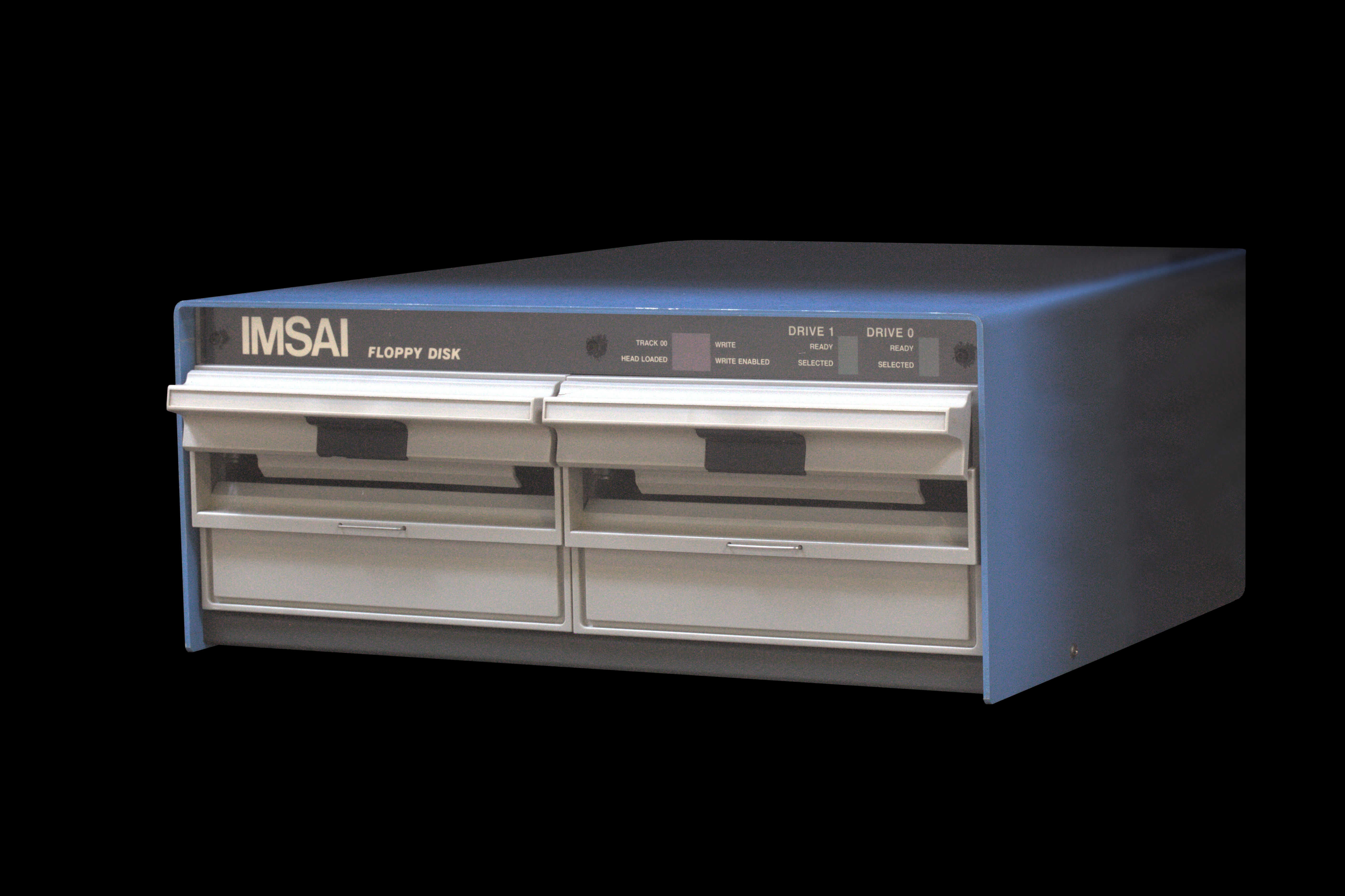
Unidade de disquete

As réplicas do IMSAI 8080 entraram no mercado, em parte devido à legalidade dos direitos autorais de hardware, incentivando os tecnófilos amadores a fabricar máquinas compatíveis com versões anteriores, com a estética retrô. O esquema de cores corresponde ao projeto “Hypercube” original da IMS de 1973, mas alguns periféricos, como o disquete, são simulados e, em vez disso, usam Wi-Fi.

## Série VDP
Em meados de 1977, a IMSAI lançou a série VDP, baseada no Intel 8085. De acordo com a descrição do produto de janeiro de 1978, muitos modelos diferentes foram lançados, com 32K ou 64K de memória e uma tela de vídeo de 9“ (VDP4x-range) ou 12” (VDP8x-range). Por exemplo, o VDP-40 tinha duas unidades de disco de 5-1/4“, uma tela de 9” com 40 caracteres de largura e um monitor ROM de 2K, tudo em um único gabinete. O teclado embutido tinha um microprocessador 8035 e uma interface serial para a placa principal. A placa de vídeo VIO-C tinha 2K de ROM de firmware, 2K de memória ROM de gerador de caracteres com 256 caracteres e 2K de memória de atualização.
O VDP80/1050 foi anunciado em janeiro de 1978 por US$ 10.920 e o VDP-40/64 por US$ 7.466.